# 安藤毎夫
安藤 毎夫（あんどう つねお、1956年10月29日 - ）は、日本の合気道家である。養神館合気道9段取得。合気道の達人塩田剛三の内弟子の一人である。
NPO法人合気道龍代表。

## 経歴
- 1981年　合気道養神館入門
- 1993年　合気道養神館師範
- 1996年　財団法人合気道養神会を退職
- 1996年　千葉県浦安市に独立（後の養神館合気道龍）
- 2007年　8段位認可を受ける
- 2009年　合気道養神館本部主席師範[3]
- 2023年　1月、養神館合気道9段位を取得　7月、合気道龍として養神館より独立